# Бёмер, Георг Рудольф
Георг Рудольф Бёмер (нем. Georg Rudolf Böhmer или нем. Georg Rudolf Boehmer или нем. Georg Rudolph Böhmer, 1 октября 1723 — 4 апреля 1803) — немецкий ботаник, профессор ботаники, один из первых немецких ботаников, обративших внимание на анатомию растений, миколог, профессор анатомии и энтомолог.

## Биография
Георг Рудольф Бёмер родился в городе Легница 1 октября 1723 года.
Он был профессором анатомии и ботаники в Виттенберге. Бёмер писал о клеточной ткани растений, о свойстве семян, о нектарниках. В 1785—1789 годах была опубликована его работа Bibliotheca scriptorum historiae naturlais.
Георг Рудольф Бёмер умер в городе Виттенберг 4 апреля 1803 года.

## Научная деятельность
Георг Рудольф Бёмер специализировался на папоротниковидных, Мохообразных, водорослях, семенных растениях и на микологии.

## Научные работы
- Lexicon rei herbariae.
- Technische Geschichte der Pflanzen.
- Bibliotheca scriptorum historiae naturlais, V Part. Lips. 1785—1789[3].
- Systematisch-literarische Handbuch der Naturgeschichte, Ökonomie und anderer damit verwandter Wissenschaften und Künste.

## Почести
Род растений Boehmeria был назван в его честь.
В его честь были также названы следующие виды растений: Cotyledon boehmeri Makino, Orostachys boehmeri (Makino) Hara, Phleum boehmeri Wibel и Prunus boehmeri Koehne.